# Histoire de l'Ossétie du Sud

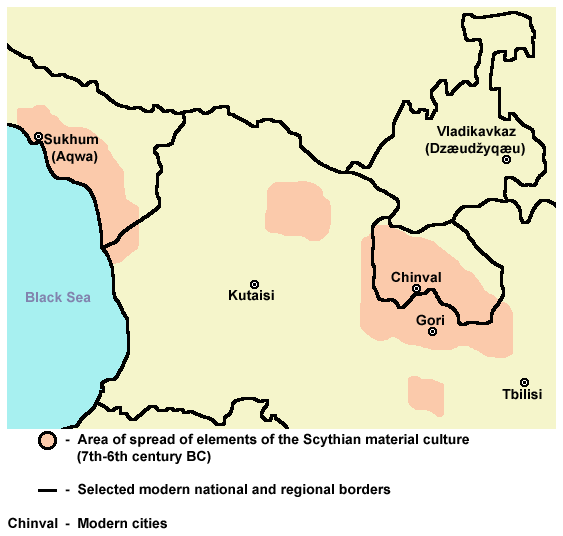
,

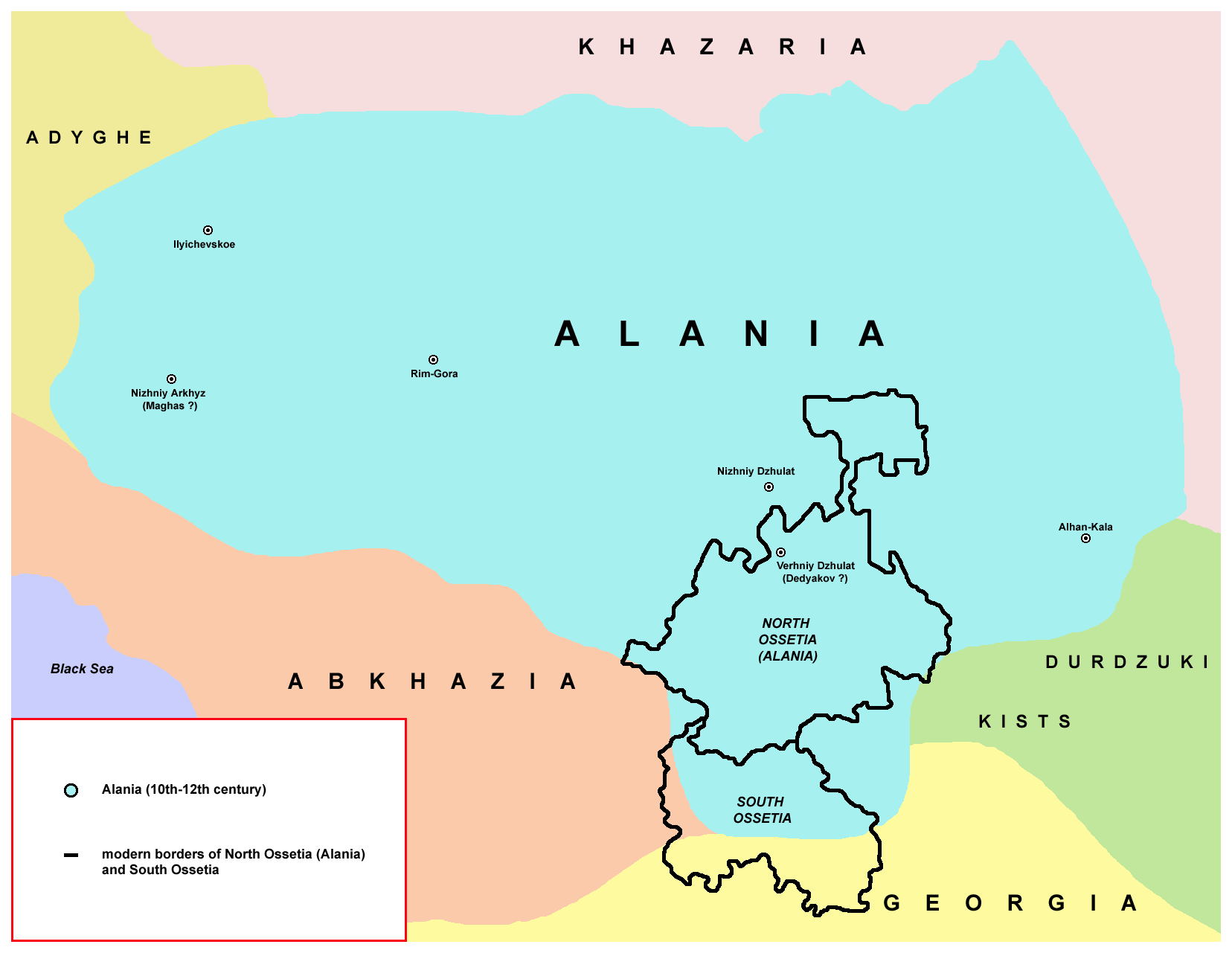
,

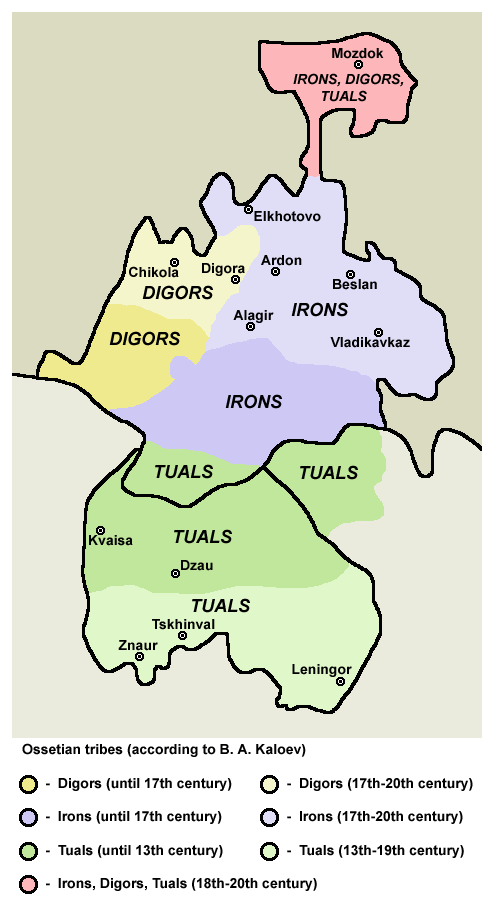
,

L'Ossétie du Sud est un territoire situé dans le Caucase. Son statut est contesté : elle a proclamé son indépendance en 1992, mais la Géorgie considère qu'elle fait partie de son territoire.

## Moyen Âge et débuts des temps modernes
Arrivés dans le Caucase après avoir été chassés du Sud du Don par les invasions mongoles, les Ossètes, descendants des Alains, sont devenus chrétiens au Moyen Âge sous l'influence de leurs voisins géorgiens. Dans le Caucase, ils forment trois entités territoriales distinctes, Digor, Tualläg et Iron. Digor, à l'Ouest, était sous l'influence des Kabardes, qui introduisent l'Islam. Tualläg, au Sud, qui correspond à l'actuelle Ossétie du Sud, fait partie de la communauté historique géorgienne de Samachablo. Iron, au Nord, sur le territoire de l'actuelle Ossétie du Nord, tombe sous la domination impériale russe en 1767.

## Au sein de l'Union soviétique
Le gouvernement soviétique géorgien, mis en place par le onzième régiment de l'Armée rouge en 1921, crée l'Oblast autonome d'Ossétie du Sud le 20 avril 1922, territoire d'une superficie de 3 900 km2, alors peuplé de 99 400 habitants, et qui fut inclus au sein de la RSS de Géorgie. La partie dénommée Ossétie du Nord fut insérée dans la fédération de Russie comme région autonome, officiellement car la chaîne du Caucase, très difficilement franchissable (cols à plus de 2 000 m) est un défi à toute administration commune. Depuis 1925, les Ossètes réclament l'unification. Bien que les Ossètes aient leur propre langue, le russe et le géorgien sont institués langues administratives de l'oblast.

## Premier conflit armé (1991-1992)

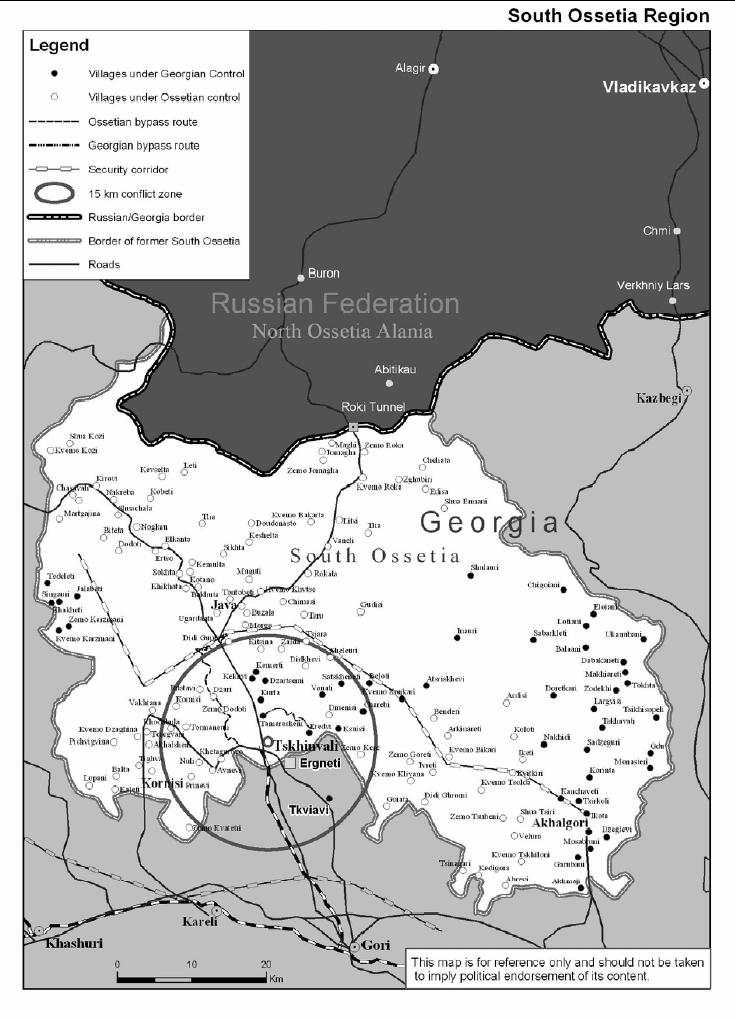
Carte montrant les villages sous contrôle géorgien et séparatiste après la guerre de 1991-1992.

Depuis l'indépendance de la Géorgie vis-à-vis de l'URSS le 9 avril 1991, après une prise de contrôle militaire, l'autonomie accordée aux Ossètes a été supprimée par l'État géorgien. Le dirigeant géorgien Gamsakhourdia impose la langue géorgienne comme idiome officiel du pays. Ces décisions provoquent l'exode d'une partie de la population vers la république autonome  d'Ossétie du Nord (sujet de la fédération de Russie). L'essentiel de son territoire est désormais constitué de la partie nord de la région de Kartlie intérieure.
La tension dans la région s'accroît en même temps que l'accroissement des nationalismes géorgien et ossète en 1989. Précédemment, à l'exception du conflit de 1920, les deux communautés avaient cohabité pacifiquement, avec un haut degré d'interaction et un taux élevé de mariages interethniques.
La même année, l'influent Front populaire de l'Ossétie du Sud (Ademon Nykhas) réclame l'unification avec l'Ossétie du Nord afin de défendre l'autonomie ossète. Le 10 novembre 1989, le soviet suprême de l'Ossétie du Sud vote l'unification avec l'Ossétie du Nord, entité faisant partie de la république fédérative socialiste de Russie. Le lendemain, le parlement géorgien révoque cette décision et abolit l'autonomie de l'Ossétie du Sud. En outre, le parlement autorise la suppression des quotidiens et des manifestations.
Un conflit armé a lieu après la proclamation de l'indépendance d'Ossétie du Sud quand la Géorgie décide de reprendre le contrôle de la région. Dans la nuit du 5 au 6 janvier 1991, la Géorgie tire au mortier sur Tskhinvali puis y introduit des forces de police, accusées de massacres de nombreux civils, cette journée étant souvent qualifiée depuis de "Noël sanglant" en Ossétie. Face à la résistance de milices ossètes, les forces géorgiennes quittent la région.
Le 1er février 1991, la Géorgie impose un blocus économique à l'Ossétie du Sud. Toute l'année de 1991 la lutte armée entre Géorgiens et Sud-Ossètes appuyés par la Russie et des volontaires de l'Ossétie du Nord continue. Plusieurs habitants du sud se réfugient en Ossétie du Nord et dans le reste de la Géorgie.
La guerre entre janvier 1991 et mi-1992 fait environ 2 000 morts du côté géorgien et plus de 800 du côté ossète lors de la sécession de cette région de la Géorgie.
Le 26 juin 1992, la Géorgie représentée par Chevardnadze et la Russie représentée par Eltsine signent un traité à Dagomys mettant fin au conflit. En accord avec ce traité, des forces de maintien de la paix composées de troupes russes, ossètes et géorgiennes sont introduites en Ossétie du Sud à partir du 14 juillet 1992. La Russie reconnaît l'intangibilité des frontières géorgiennes, tandis qu'une commission trilatérale visant à décider du statut de cette région est créée.

## Indépendance proclamée
En 1992, les nationalistes ont proclamé l'indépendance de l'Ossétie du Sud en se basant sur les résultats d'un référendum, lequel n'a cependant pas été reconnu au niveau international. Ce nouvel État s'est rapproché de la République d'Ossétie du Nord, avec laquelle elle a une frontière et une culture communes.
Depuis le retour d'un pouvoir nationaliste à Tbilissi en 2004, l'Ossétie du Sud est un enjeu politique entre le président géorgien Saakachvili qui souhaite la réintégration des régions sécessionnistes au sein du territoire de la Géorgie et les indépendantistes ossètes, majoritaires en Ossétie du Sud, qui souhaitent une indépendance complète. De son côté, la fédération de Russie ne fait pas d'avancées pour résoudre la situation, préférant garder le statu quo et ainsi laisser le pouvoir géorgien dans l'embarras, d'autant plus que celui-ci a posé sa candidature à l'OTAN. Celle-ci n'a pas été acceptée au printemps 2008 (opposition de l'Allemagne et de la France), mais les États-Unis et Israël ont envoyé des conseillers et du matériel militaires. Les indépendantistes d'Ossétie du Sud souhaitent également une réunification avec l'Ossétie du Nord, mais ni la fédération de Russie, ni l'OSCE et encore moins la Géorgie ne soutiennent cette solution.
Depuis l'accord de Dagomys en 1992, une « force de maintien de la paix » composée de militaires géorgiens, russes, nord- et sud-ossètes est en place, mettant, dans les faits, les Géorgiens en minorité dans le territoire qui est internationalement reconnu comme le leur.
En octobre 2006, les deux pays faillirent rompre leurs relations diplomatiques, la Géorgie expulsant des officiers russes accusés d'espionnage. La Russie à son tour répondit par le rappel de son personnel diplomatique.
La République d'Ossétie du Sud a tenu un deuxième référendum sur son indépendance le 12 novembre 2006 : plus de 90 % des votants s'y sont prononcés pour l'indépendance. Le gouvernement géorgien, les États-Unis et l'UE considèrent ce référendum comme illégal alors que la Russie le reconnaît sans toutefois reconnaître l'indépendance de la République.

## Deuxième conflit armé (2008)

Situation en Géorgie avant la guerre d'août 2008.

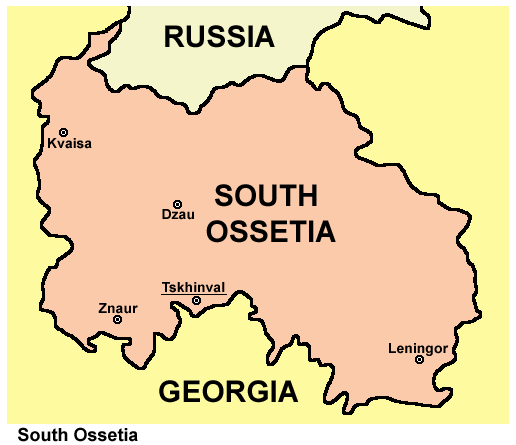

Le deuxìème conflit armé débute avec une offensive géorgienne, dans la nuit du 7 au 8 août 2008 et entraîne une réaction de la Russie notamment après la mort de civils dont la plupart avaient la citoyenneté russe et la destruction d'une partie de la capitale Tskhinvali. En moins de quatre jours, les Forces armées de la fédération de Russie venues de l'Ossétie du Nord, en renfort à celles présentes sur ce territoire dans le cadre la mission JPKF de maintien de la paix confié par l'ONU à la CEI en 1992, ont contre-attaqué, et, appuyées par l'aviation russe, ont effectué des raids contre l'armée géorgienne, la repoussant hors d'Ossétie du Sud et allant jusqu'à occuper temporairement une partie du territoire géorgien.
Le bilan humain de ce conflit est estimé par la Russie à 162 Sud-Ossètes tués. En août 2009, la Russie a déboursé 19,5 milliards d’euros pour la guerre et les subventions accordées ensuite à l’Ossétie du Sud. La Russie a versé plus de 13 600 dollars d’aide par Sud-Ossète alors qu’une partie de la population vit toujours sous les tentes.

## Élections présidentielles de 2011 et 2012
Une élection présidentielle est tenue les 13 et 27 novembre 2011. Aucun des onze candidats présents au premier tour n'obtient la majorité absolue des suffrages. Le second tour oppose Anatoli Bibilov à Alla Djioïeva. La participation est de 72 % des électeurs inscrits, et Alla Djioïeva remporte le scrutin avec 56,7 % des voix. Le second tour de l'élection est cependant annulé par la Cour suprême le 29 novembre, en raison de « nombreuses irrégularités ».
Une nouvelle élection se tient le 25 mars 2012. Seuls quatre candidats ont été autorisés à se présenter. Aucun d'entre eux n'a participé au précédent scrutin.